# Arlindo dos Santos
Arlindo dos Santos Cruz, también conocido como Memín, es un exfutbolista brasileño. Su padre, Manuel Dos Santos Cruz, fue un pescador de la ciudad de Bahía, Brasil, y su madre María Esposa Dos Santos, ama de casa. Nació en Ilhéus, Bahía. Cuando cumplió los 13 años, ayudó a su padre en la pesca con el fin de ayudar a la familia. Posteriormente fue albañil, carpintero, sastre, peluquero y zapatero. Ingresó a las reservas del equipo Esporte Clube Vitória. Fue requerido junto con su hermano Crispiniano dos Santos para un partido contra el Itabuna Esporte Clube, partido en el que debutó y ganaron con marcador de 5 a 3 on tres goles de Arlindo y dos de Crispiniano. El 22 de junio de 1957 partió en avión para Río de Janeiro, donde probó con varios clubes, hasta que se quedó en el Botafogo de Futebol e Regatas, con el que logró 5 campeonatos. Fue campeón panamericano con la selección de su país. Vistió la camiseta del Club América, el Club de Fútbol Pachuca durante la temporada 1968-1969 y el Deportivo Toluca. Dos Santos anotó el primer gol del Estadio Azteca el 29 de mayo de 1966, considerándosele por un tiempo como el sucesor de Waldir Pereira, pues fue su sustituto en el Botafogo, pero una lesión que lo dejó fuera del Mundial de Inglaterra 1966.

## Clubes
- Esporte Clube Vitória
- Botafogo de Futebol e Regatas
- Club América
- Club de Fútbol Pachuca
- Deportivo Toluca